# Église Saint-Denis de Forest
 (octobre 2024).
L'église Saint-Denis (en néerlandais : Sint-Denijskerk), à Forest, une commune de Bruxelles, est un édifice religieux dont les plus anciennes fondations remontent au XIIe siècle. Le bâtiment actuel, incorporant le sanctuaire dédié à sainte Alène date, dans ses grandes lignes du XIIIe siècle. Saint-Denis est église paroissiale de la commune de Forest. En 1936 elle fut classée comme monument historique.

## Contexte

### Existence d'un sanctuaire, d'un oratoire et d'une communauté monastique
Avant même que soit fondé le village de Forest, un sanctuaire semble avoir existé près du Geleytsbeek, ruisseau qui se jette un peu plus loin dans la Senne. C’est à Forest que, au VIIe siècle Sainte Alène (ou Aline de Dilbeek) subit le martyre. Un oratoire y avait été construit.
Le village de Forest prit naissance au XIe siècle. Au début du XIIe un particulier fit don d’une demeure en pierre pour y servir de lieu de culte, dont le patron serait Saint Denis. L’installation d’une communauté monastique féminine à Forest (vers 1105) bouleverse la vie des paroissiens. Le partage du lieu de culte avec les moniales est difficile, car les religieuses sont cloîtrées.
Les paroissiens laissant finalement leur premier lieu de culte aux religieuses, qui en feront leur abbatiale.

### Construction d'une église romane auXIIesiècle
Les paroissiens mettent en chantier, au milieu du XIIe siècle une nouvelle église qui est la première version de l’église que nous connaissons aujourd’hui. À la fin du même siècle la chapelle de Sainte Alène — reconstruite et agrandie — y est accolée au côté sud du chœur.

## Historique de l'église gothique

### Remplacement de l'église romane auXIIIesiècle
À la fin du XIIIe siècle la modeste construction de style roman est remplacée par un édifice de style gothique plus long (une nef de trois travées) et large. C’est, en gros, l’église telle que nous la connaissons aujourd’hui.

### Transformations successives de l'église
Au XVe siècle une travée supplémentaire est ajoutée qui sert de base à un modeste clocher, émergeant à peine au-dessus de la nef. Le clocher fut rehaussé de deux étages au XVIIIe siècle.
Nouvel agrandissement au XVIe siècle : des chapelles, dédiées à saint Joseph (côté droit) et à la Vierge Marie (côté gauche) sont accolées aux bas-côtés de la nef.
À part une voûte en plâtre couvrant chœur et nef qui est ajoutée en 1820 (et supprimée lors de la restauration de l’édifice un siècle plus tard), l’église n’a plus été modifiée. Lors des troubles qui suivent la révolution française, et alors que l’abbatiale voisine est démantelée, l’église Saint-Denis reste intacte : elle recueille plusieurs trésors d’art religieux provenant de l’abbaye.

### Restauration majeure de l'église auXXesiècle
En 1925-1926 une restauration majeure de l’ensemble est faite par Chrétien Veraart, rendant à l’édifice une luminosité qu’il avait perdue. Les fenêtres de la nef sont dégagées. Un nouveau narthex est créé (bas-côté sud de la nef), en remplaçant une maison de recluse (habitation pour une femme vivant enfermée, en ermite, une vie de prière et de pénitence, nourrie uniquement par les dons en nature déposés par les paroissiens par un guichet à tour. Ces pénitentes pouvaient être volontaires le plus souvent, ou condamnées pour délit religieux). Cette maison datait du XVe siècle et avait été laissée à l'abandon depuis le XVIIIe siècle, le narthex a été créé en réutilisant au maximum les murs restants de cette maison, et en créant à l'intérieur une tribune en pierre faisant office de jubé.

## Chapelle Sainte-Alène

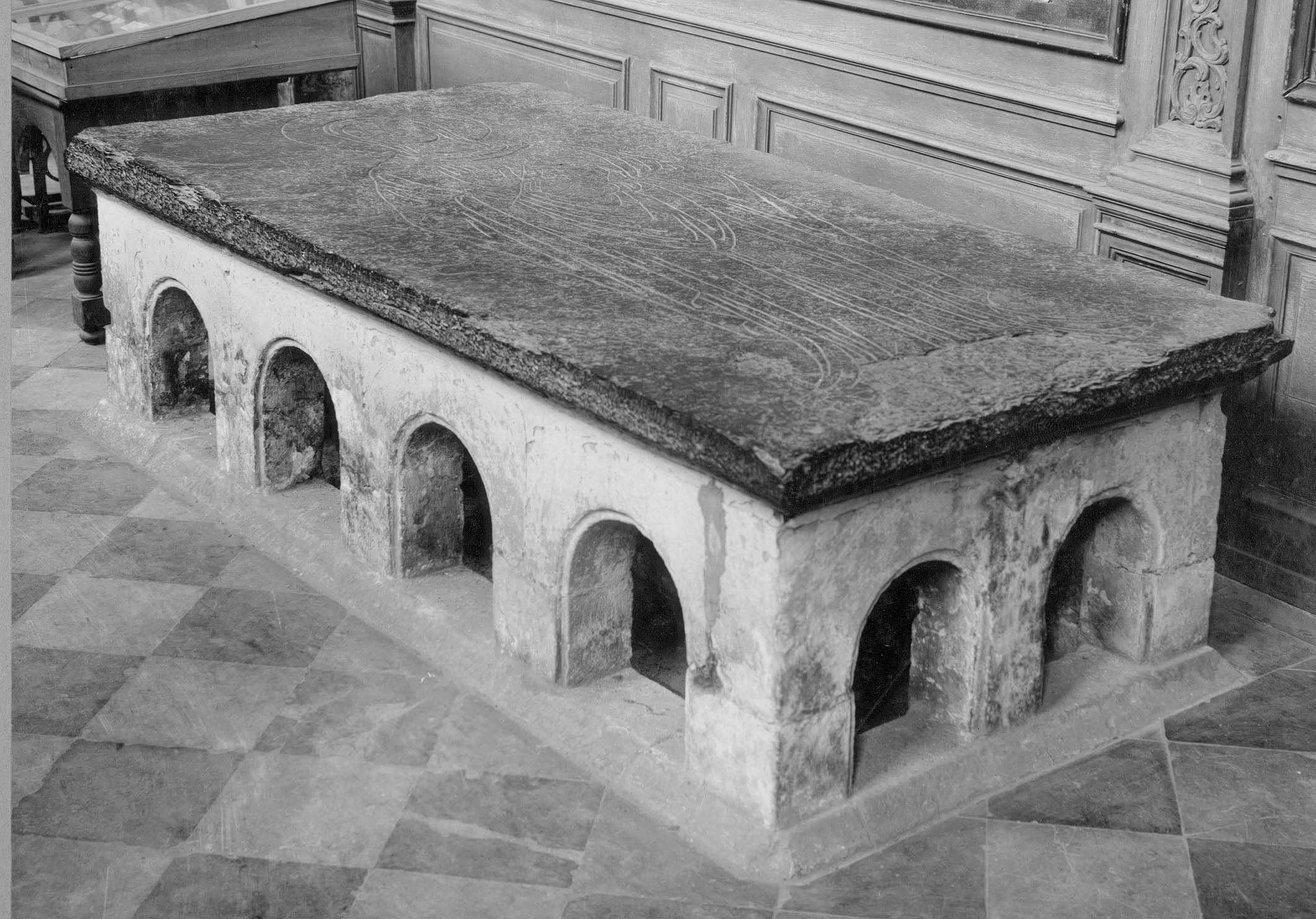
Cénotaphe de sainte Alène.

Sainte Aline de Dilbeek (connue à Forest comme sainte Alène) subit le martyre vers 640, à Forest. La chapelle Sainte-Alène, au sud et en parallèle au chœur de l’église Saint-Denis en est la partie la plus ancienne. Des vestiges du premier sanctuaire de style roman sont encore bien visibles.
L'autel est de style baroque (XVIIe siècle). Aux murs de la chapelle des tableaux représentant de scènes de la vie de Sainte Alène, dans un ensemble lambrissé.
Le cénotaphe de la sainte — une large dalle funéraire de pierre de Tournai sur laquelle figure une moniale — est la pièce centrale de la chapelle. La dalle est soutenue comme une table par douze pieds en arcatures. La dalle, malgré l’inscription 'SCTA HELENA', est de loin postérieure à la mort de la sainte, et fut sans doute placée dans la chapelle après la canonisation de Sainte Alène vers 1193. Le cénotaphe fut créé pour la satisfaction des pèlerins qui visitaient le sanctuaire de la sainte.